# Stefan Linke

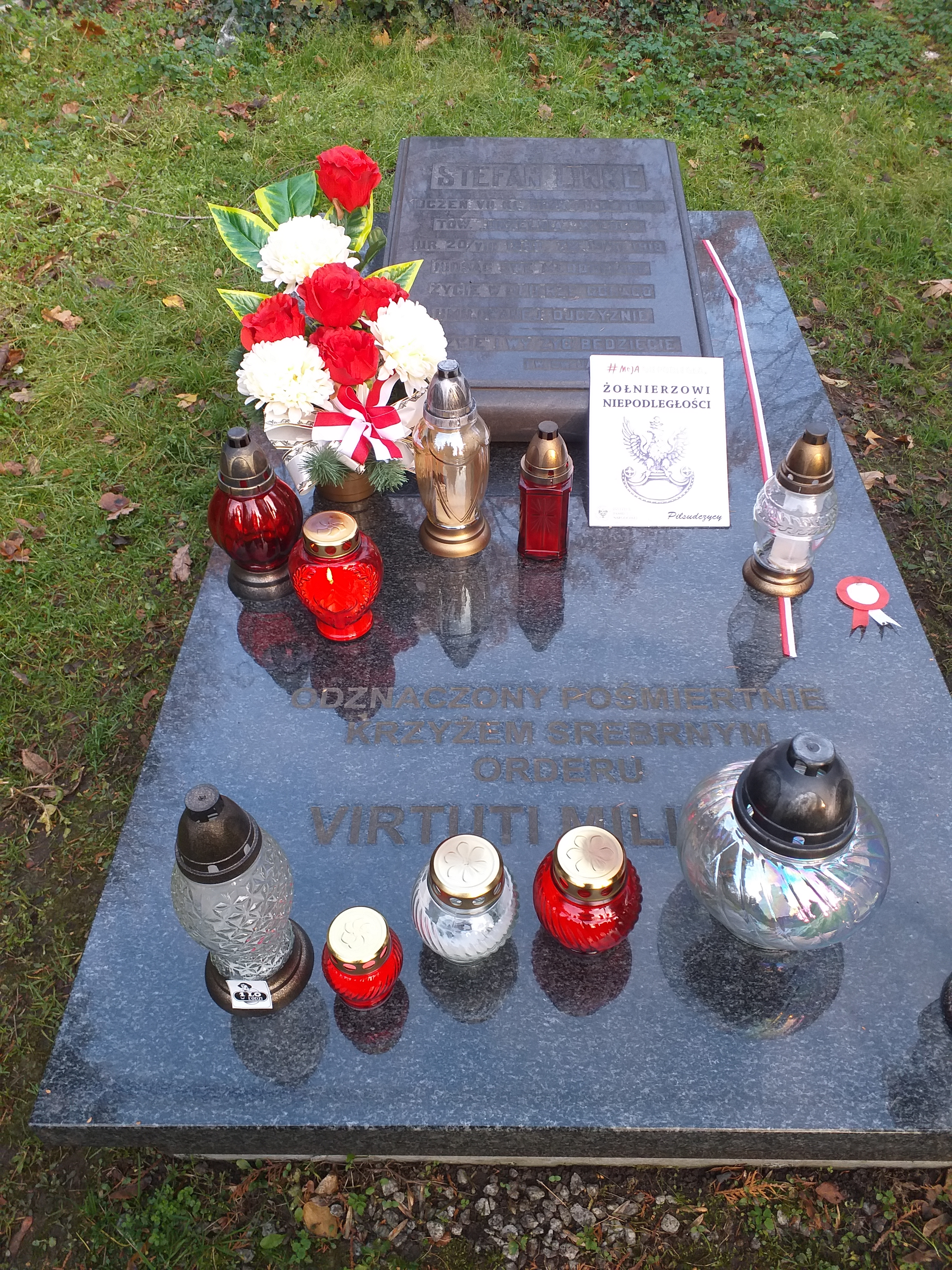
Grób Stefana Linkego w części ewangelickiej Starego Cmentarza w Łodzi

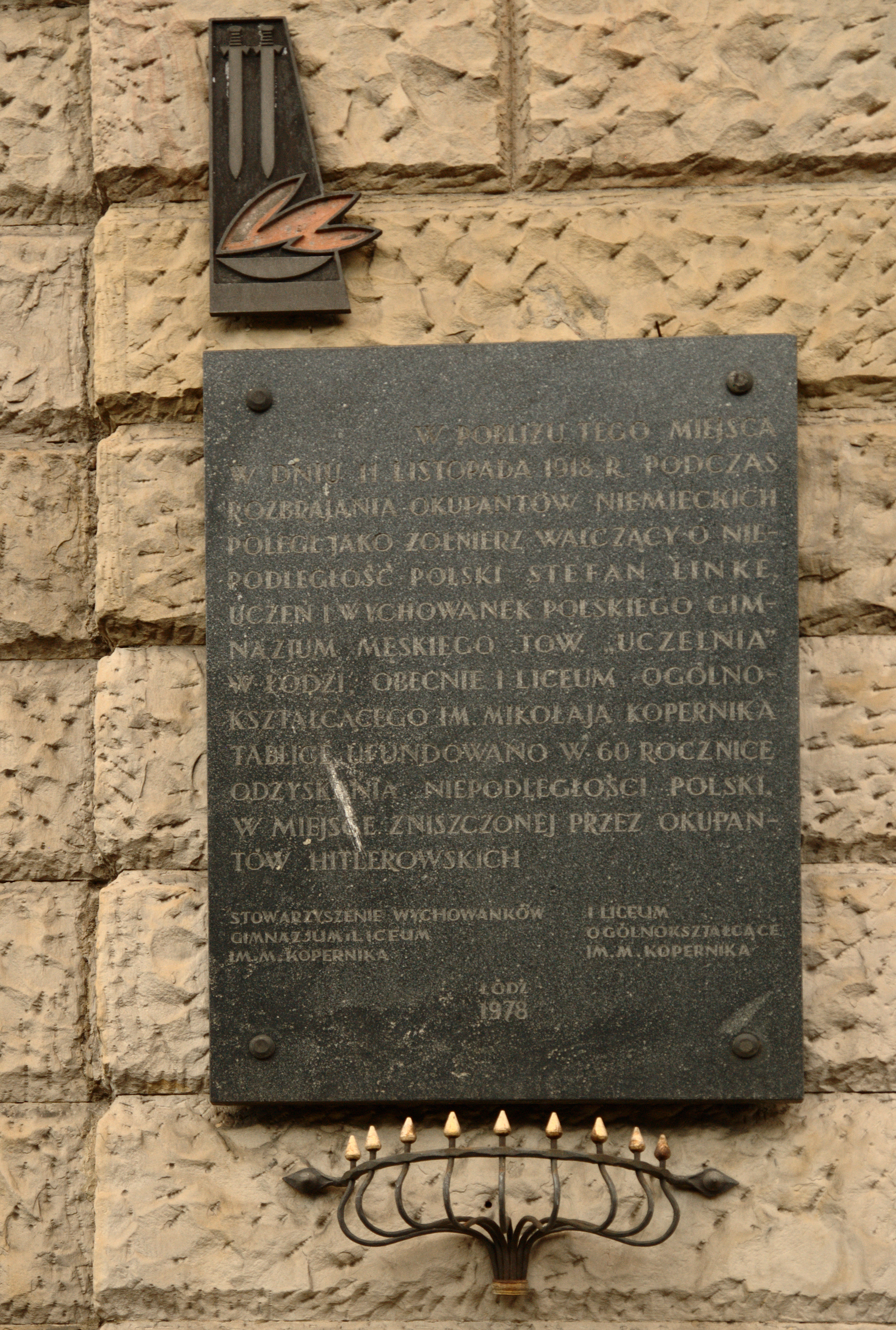
Tablica upamiętniająca śmierć Stefana Linkego na ścianie gmachu NBP w Łodzi

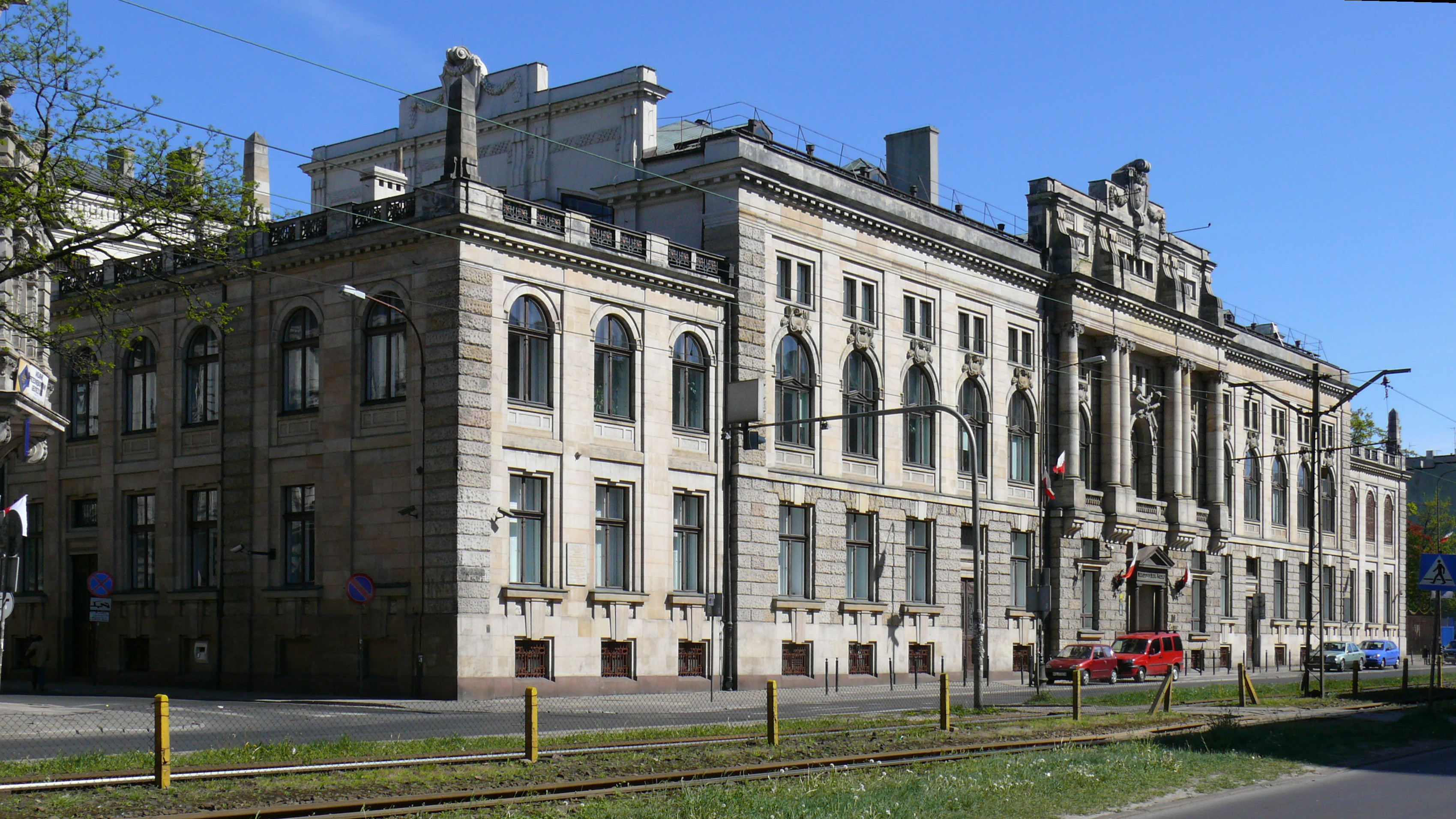
Bank Państwa (obecnie NBP), przy al. Kościuszki 14 w Łodzi. Miejsce śmiertelnego postrzału Stefana Linkego.

Stefan Linke (ur. 4 stycznia 1898, zm. 19 listopada 1918 w Łodzi) – uczeń VIII klasy Gimnazjum Polskiego w Łodzi, plutonowy POW. Pośmiertnie odznaczony Srebrnym Krzyżem Orderu Virtuti Militari.

## Przebieg służby
We wrześniu 1918 roku, za zgodą Rady Pedagogicznej uczniowie klas VII i VIII, a także ochotnicy z klas VI, wstąpili w szeregi Polskiej Organizacji Wojskowej i opuścili Łódź. Stefan Linke został wysłany w okolice Chełma, gdzie uczestniczył w formowaniu oddziałów POW. 11 listopada 1918 roku przyjechał do Łodzi po amunicję i wziął udział w rozbrajaniu Niemców. W czasie akcji został postrzelony u zbiegu ulicy Spacerowej (ob. al. Tadeusza Kościuszki) z ul. Benedykta (obecnie ul. 6 Sierpnia) w pobliżu gmachu Banku Państwa (dziś siedziby Oddziału Okręgowego NBP).
Zmarł 19 listopada 1918 roku po kilkudniowym pobycie w szpitalu Betlejem przy ulicy Podleśnej (ob. ul. Marii Skłodowskiej-Curie).
Pogrzeb Stefana Linkego był wielką manifestacją patriotyczną. Trumnę spowitą biało-czerwoną flagą przeniesiono w kondukcie z kościoła ewangelickiego Św. Trójcy na stary cmentarz przy ul. Ogrodowej. Został pochowany w ewangelickiej części Starego Cmentarza przy ul. Ogrodowej.

## Pamięć
- 11 listopada 1936 roku o godz. 13:00 na ścianie budynku NBP, w pobliżu miejsca ranienia Linkego, odsłonięto tablicę pamiątkową[2], którą kilka lat później – w okresie okupacji – zniszczyli hitlerowcy. Na jej miejscu odsłonięto 11 listopada 1978 roku nową tablicę, ufundowaną przez całą społeczność I Liceum Ogólnokształcącego im. M. Kopernika (w tym Stowarzyszenie Wychowanków Gimnazjum i Liceum im. Mikołaja Kopernika)[3]. Uroczystość była bardzo skromna i odbyła się prawie w konspiracji[4].
- Jego nazwisko znajduje się również na tablicy poświęconej uczniom Polskiego Gimnazjum Towarzystwa „Uczelnia” poległym w walce o niepodległość ojczyzny, która znajduje się na 1. piętrze I LO w Łodzi[5].
- Jego imieniem nazwano skwer u zbiegu ul. Więckowskiego i ul. Żeromskiego (obecnie własność prywatna).
- Od 1996 roku jest patronem Szkoły Podstawowej nr 51 w Łodzi[6].